# San Giorgio Lucano
San Giorgio Lucano ist eine Gemeinde in der Provinz Matera in der italienischen Region Basilikata.
In San Giorgio Lucano leben 1010 Einwohner (Stand am 31. Dezember 2023). Der Ort liegt 90 km südlich von Matera. Die Nachbargemeinden sind Cersosimo (PZ), Nocara (CS), Noepoli (PZ), Oriolo (CS), Senise (PZ), Valsinni.
Der Ursprung des Ortes ist nicht geklärt.

## Söhne und Töchter des Ortes
- Benito Stanislao Andreotti OSB (1924–2003), Abtbischof der Abtei Subiaco.